# توم بيترسن
توم بيترسن هو سباح نرويجي، ولد في 8 مايو 1935 في أوسلو في النرويج، وتوفي في 9 فبراير 1994.

## وصلات خارجية
- توم بيترسن على موقع الاتحاد الدولي للسباحة (الإنجليزية)
- توم بيترسن على موقع أوليمبيديا (الإنجليزية)